# Камерано
Камерано (італ. Camerano) — муніципалітет в Італії, у регіоні Марке,  провінція Анкона.
Камерано розташоване на відстані близько 210 км на північний схід від Рима, 10 км на південь від Анкони.
Населення — 7325 осіб (2014).

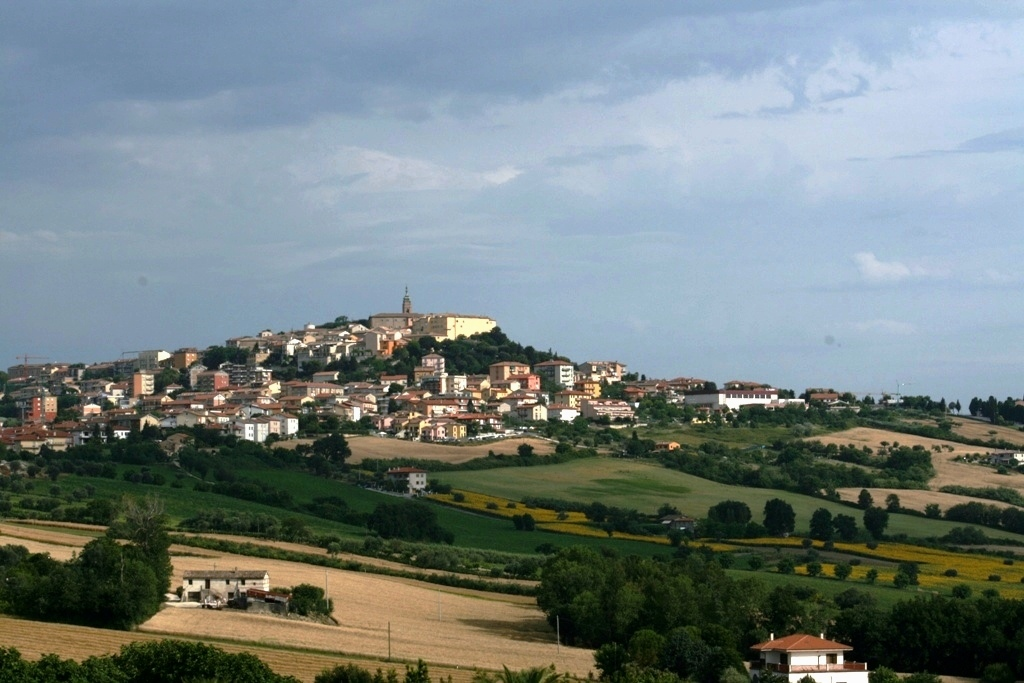

Щорічний фестиваль відбувається 29 серпня. Покровитель — святий Іван Хреститель.

## Демографія
Населення за роками:

Станом на 1 січня 2023 року в муніципалітеті офіційно проживало 350 іноземців з 45 країн, серед них 115 громадян країн Євросоюзу та 17 громадян України.

## Сусідні муніципалітети
- Анкона
- Кастельфідардо
- Озімо
- Сіроло